# Manele
Pour les articles homonymes, voir Manea et Norman Manea.
 (janvier 2019).
Si vous disposez d'ouvrages ou d'articles de référence ou si vous connaissez des sites web de qualité traitant du thème abordé ici, merci de compléter l'article en donnant les références utiles à sa vérifiabilité et en les liant à la section « Notes et références ».
Genres associés
čalga, laïkó,
Les manele (du roumain manea, fem. sg., manele, fem. pl.) forment un style de musique qui s'est développé dans les Balkans et entre autres, parmi les Roms, notamment ceux de Roumanie. Les manele sont également écoutées en République de Moldavie, en Bulgarie (čalga), en Serbie (turbo folk), en Albanie et au Kosovo (tallava), en Turquie (arabesque (en)) et en Grèce (skiladiko soit « à la chienne »). 
En Roumanie les musiciens qui jouent des manele sont appelés maneliști (singulier : manelist).

## Étymologie
Le mot manea serait entré dans le lexique roumain au XVIIIe siècle, alors que le pays subissait l'influence de la musique ottomane et des orchestres meterhané ou tubulhané jouant pour la noblesse roumaine lorsque celle-ci donne des fêtes publiques. À cette époque, le prince moldave Dimitrie Cantemir rédige le Livre de la science sur le style littéraire de la musique (en turc : Kitabu "Ilmi'l-Mûsikí ala Vechi'l-Hurûfât), considéré comme un monument de la musique turque, avec environ 350 œuvres musicales répertoriées, dont beaucoup n'ont survécu que dans ce recueil, où l'on découvre que manea est issu du mot amanea, du turc amané (« ainsi soit-il ») et tamam (« d'accord »). À l'origine, en Turquie, amané désigne un solo vocal improvisé.

## Types

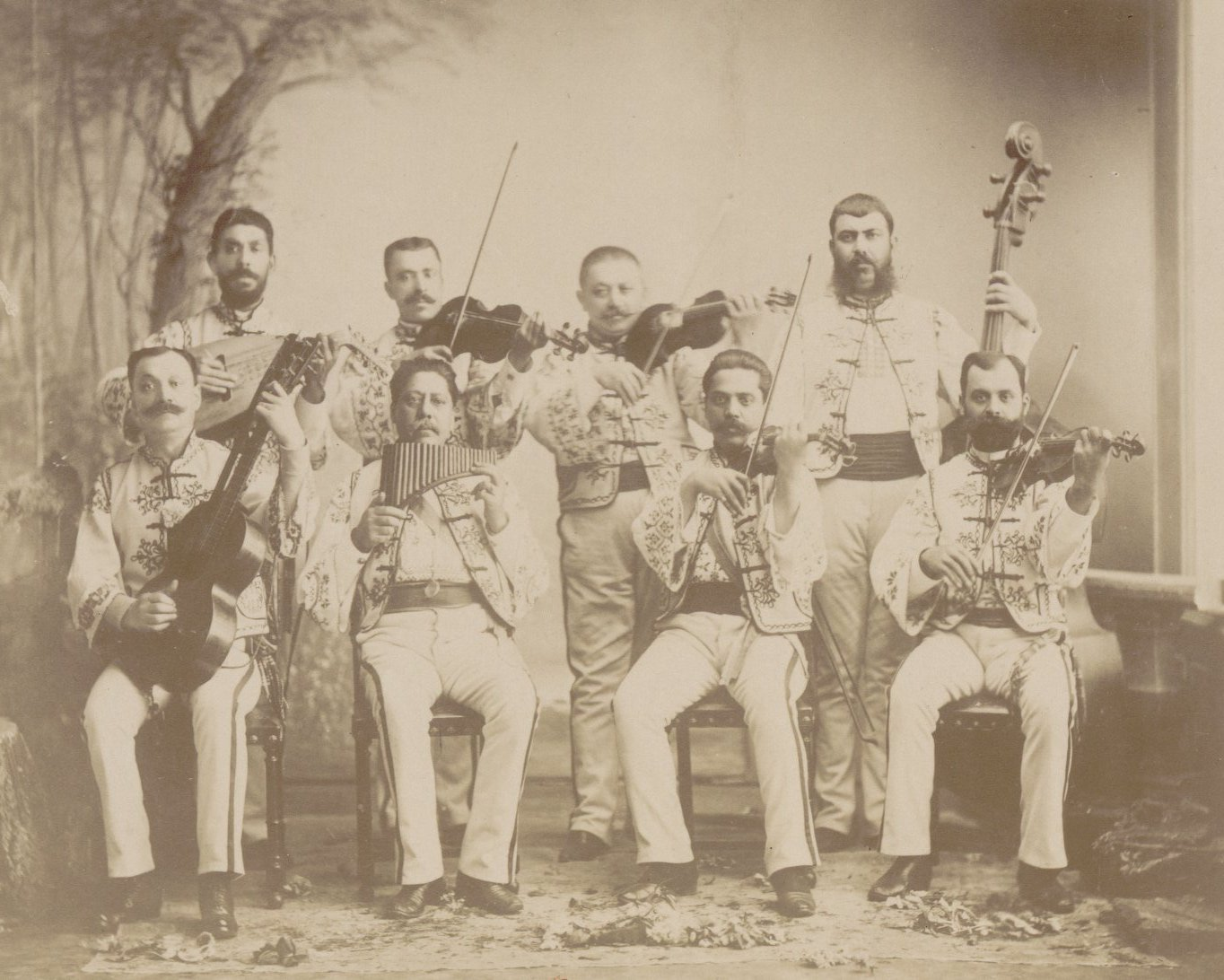
Lăutari de Ionică Dinicu (père de Grigoraş Dinicu). Photo de Nadar.

Les manele sont essentiellement de deux types :
- L'un, ancien, a été développé par les tarafs des marchés et foires populaires du XVIIIe siècle : il est en connexion avec la musique ottomane ou grecque et celle de pays roumains ou des aroumains[3] ; les principaux instruments sont le violon, la cobza, le cymbalum, la viole, le taragot, le naï ou la gaita, et les thèmes des textes, proches du rebetiko grec et du fado portugais, conformes à l'esprit des romances traditionnelles, sont la destinée, la chance, la fatalité, la force de l'amour, l'ombre de la mort et l'amitié qui transcende tout le reste.
- L'autre, récent et contemporain, faisant appel aux instruments électroniques modernes, plonge ses racines dans la culture musicale festive des roms de la seconde moitié du XXe siècle, et constitue un genre éclectique qui mixe les musiques populaires antérieures avec du disco, du rap, de la house et de la pop. Aujourd'hui, la popularité des manele modernes est grande parmi les jeunes, mais le genre moderne est également très critiqué, car les textes actuels, souvent considérés comme cyniques, machistes et vulgaires, ont adopté des thèmes beaucoup plus matérialistes, conformes à l'esprit de la société postcommuniste actuelle, dont voici une compilation[4] :
  - banii - « l'argent », thème plus que récurrent : les chanteurs aiment dire dans leurs chansons qu'ils en ont beaucoup et qu'ils le dépensent sans compter. Parfois ils accusent leurs ennemis de les empêcher de s'enrichir ;
  - femeile și durerea - « les femmes et la douleur » : les chanteurs sont toujours accompagnés de girls très sexualisées et ils ont beaucoup de succès en amour, ou au contraire sont victimes de chagrins d'amour dus à l'infidélité ou à la perversité des femmes (ou des autres hommes, rivaux) ;
  - dușmanii și prietenii - « les ennemis et les amis » : la vie n'est qu'une vaste foire d'empoigne, détruire ou être détruit, voilà le lot ; l'ennemi est l'objet de haine ou de moquerie, tandis que les mérites de l'ami fidèle sont infinis… tant qu'il ne vous trahit pas ;
  - dragostea și ura - « l'amour et la haine » : sur ce point les chansons sont de véritables déclarations d'amour romantique, ce qui ajoute à l'ambiguïté et au succès du style manele. Les rois du manele disent aussi être les seuls à connaître le vrai amour-passion, celui qui fait tout risquer. Mais la trahison, l'infidélité, transforment l'amour en haine tout aussi ardente, et qui ne peut être noyée que dans le sang ou l'alcool : honneur et mort, ou déshonneur et oubli ;
  - sexu' și mafia - « le sexe et la mafia » : certains chanteurs clament sans vergogne leurs prouesses sexuelles « toujours bio » (c'est-à-dire sans sildénafil ni préservatif), leur nombreuse progéniture et leur appartenance à des gangs mafieux ou à des clans de quartier[5].

Du point de vue vestimentaire, les chanteurs de manele modernes adoptent un style dit « ultra fashion » : jeans délavé et maillot moulants, gel dans les cheveux, signes extérieurs de richesse (chaînes en or, dollars et euros qui dépassent des poches) inspirés du style ostentatoire « bling-bling » présent dans le rap américain. Dans les clips où ils apparaissent, on retrouve aussi l'étalage de richesses, la grosse voiture aux chromes étincelants et les « plus belles filles » purement décoratives et stéréotypées sur le modèle des call-girls de luxe occidentales.

## Diffusion
La chaîne de télévision Taraf est, en Roumanie, exclusivement dédiée aux manele et Zu (télévision et radio) en joue souvent elle aussi, tandis que trois autres, qui se consacrent aux musiques populaires et ethno (roumaines, roms traditionnelles et des autres minorités), jouent aussi des manele anciennes : Etno, Favorit et Hora. Entre les producteurs et les amateurs  de manele modernes et ceux de la musique traditionnelle roumaine ou rom, comme les lăutari à l'ancienne tel le groupe « Trei parale », il existe une certaine opposition, les seconds accusant les premiers de diffuser un « folklore discoïsant » et surtout de se poser en « manifeste militant pour légitimer une société brutale, inculte et cynique ». Ces détracteurs affirment que les manele modernes « n'ont d'autre inspiration que les rythmes préenregistrés des synthétiseurs, le disco turc moderne et l'alcool des fêtes », et qualifient cette mouvance de subcultură (sous-culture).

## Au cinéma
Le monde des « manélistes » roms, anciens ou modernes, ont aussi inspiré quatre scénaristes de cinéma (qui ont utilisé le manele traditionnelles comme illustration musicale de leurs œuvres) et une équipe de télévision :
- Aleksandar Petrović tourne dès 1967 le film yougoslave J'ai même rencontré des tziganes heureux (en serbo-croate Skupljači perja) ;
- Emil Loteanu, réalisateur moldave soviétique, tourne en 1976 le film Les Tsiganes montent au ciel (en moldave Șatra) ;
- Emir Kusturica tourne en 1989 le film Le Temps des Gitans (en serbe Dom za vešanje/Дом за вешање) et en 1998 - Chat noir, chat blanc (en serbe Crna mačka, beli mačor/Црна мачка, бели мачор) ;
- Tony Gatlif tourne en 1983 le film Les Princes, en 1993 - Latcho Drom, en 1997 - Gadjo dilo et en 2006 -  Transylvania ;
- En 2011, les scénaristes de la série américaine NCIS : Los Angeles mettent en scène un clan de roms de Constanța pour l'épisode Opération Comescu.